# Френчменс-Коув
Френчменс-Коув (англ. Frenchman's Cove) — містечко в Канаді, у провінції Ньюфаундленд і Лабрадор.

## Населення
За даними перепису 2016 року, містечко нараховувало 169 осіб, показавши скорочення на 1,7 %, порівняно з 2011 роком. Середня густина населення становила 2,5 осіб/км².
З офіційних мов обома одночасно володіли 5 жителів, тільки англійською — 165.
Працездатне населення становило 39,3 % усього населення, рівень безробіття — 27,3 % (33,3 % серед чоловіків та 40 % серед жінок). 100 % осіб були найманими працівниками, а 18,2 % — самозайнятими.

## Клімат
Середня річна температура становить 5,3 °C, середня максимальна — 18,9 °C, а середня мінімальна — −8 °C. Середня річна кількість опадів — 1442 мм.
| Клімат поселення                              | Клімат поселення | Клімат поселення | Клімат поселення | Клімат поселення | Клімат поселення | Клімат поселення | Клімат поселення | Клімат поселення | Клімат поселення | Клімат поселення | Клімат поселення | Клімат поселення | Клімат поселення |
| Показник                                      | Січ.             | Лют.             | Бер.             | Квіт.            | Трав.            | Черв.            | Лип.             | Серп.            | Вер.             | Жовт.            | Лист.            | Груд.            |                  |
| Середній максимум, °C                         | −0,06            | −0,7             | 1,80             | 6,06             | 10,14            | 14,10            | 17,56            | 18,92            | 15,86            | 11,08            | 6,70             | 2,30             |                  |
| Середня температура, °C                       | −3,72            | −4,38            | −1,88            | 2,40             | 6,48             | 10,44            | 14,56            | 15,90            | 12,86            | 8,06             | 3,68             | −0,72            |                  |
| Середній мінімум, °C                          | −7,38            | −8               | −5,52            | −1,24            | 2,82             | 6,76             | 11,56            | 12,90            | 9,84             | 5,04             | 0,70             | −3,7             |                  |
| Норма опадів, мм                              | 129              | 125              | 114              | 107              | 108              | 104              | 99               | 94               | 144              | 141              | 142              | 135              |                  |
| Середньомісячна швидкість вітру, м/с          | 9.00             | 8.30             | 7.70             | 6.70             | 5.70             | 5.16             | 4.90             | 5.10             | 5.90             | 6.96             | 8.00             | 8.70             |                  |
| Середньомісячна сонячна радіація, кДж/м²·день | 3839             | 6678             | 10931            | 14461            | 17708            | 19214            | 18752            | 16208            | 12408            | 7522             | 4282             | 3119             |                  |
| --------------------------------------------- | ---------------- | ---------------- | ---------------- | ---------------- | ---------------- | ---------------- | ---------------- | ---------------- | ---------------- | ---------------- | ---------------- | ---------------- | ---------------- |
| Джерело:                                      |                  |                  |                  |                  |                  |                  |                  |                  |                  |                  |                  |                  |                  |